# Галли, Филиппо (певец)
Филиппо Галли (итал. Filippo Galli; 1783, Рим, Италия — 3 июня 1853, Париж, Франция) — итальянский оперный певец (бас).

## Биография
Начинал карьеру в 1801 году как тенор, в качестве баса стал выступать с 1810 года. Его младший брат Винченцо (1798-1858) также был известным в своё время басом.
Первый исполнитель партии Генриха VIII в «Анне Болейн» Доницетти, Мустафы в «Итальянке в Алжире» Россини, а также написанных специально для него партий Селима («Турок в Италии»), Фернандо («Сорока-воровка»), Ассура («Семирамида»), Магомета II («Магомет II») в операх Россини, и некоторых других партий.
В 1827 году, по мере ухудшения вокальных данных, перестал выступать в Италии и перебрался в Лондон. Окончательно оставив сцену в 1840 году, работал хормейстером в Лиссабоне и Мадриде. С 1842 по 1848 годы преподавал в Парижской консерватории.